# Ali Al-Aboda
Ali Mohammed Kadhim Al-Aboda (ar. علي محمد كاظم ال عبوده;ur. 14 lutego 2000) – iracki zapaśnik walczący w stylu klasycznym.
Brązowy medalista igrzysk panarabskich w 2023. Piąty na mistrzostwach Azji w 2023. Wicemistrz arabski w 2022 roku.